# Баган
Баган — давньоукраїнське і давньобілоруське міфологічне божество, дух, або бог, який зображався у вигляді людини з головою барана.
За повір'ями Баган дбав про домашню рогату худобу, охороняв її від хвороб, сприяв доброму приплодові. За непошанування Багана він у гніві робив тварин безплідними, насилав падіж. Баган сприяв збагаченню селянина (звідси слово багач). Іменеві Баган передувало слово багаття, що означало вогонь як багатство, вогонь родинного вогнища, символ добробуту родини.
У білоруській міфології Баган це божество, яке живе в хліві. За своїми функціями він подібен до домовика